# Sekatör
Sekatör (av latin: seco, "genomskära") är ett klippredskap som används för att beskära buskar och träd. En sekatör är en stark sax med ett enda skärande blad vars egg slipats i bågform. Den används till exempel för att klippa av kvistar och mindre grenar. Mellan skänklarna kan den, som på bilden, ha en fjäder som trycker isär dem när man släpper greppet efter att ha klippt. Avancerade sekatörer kan ha en hävstångsmekanism i flera steg för kraftöverföringen vilket gör att man med lätthet klipper av grova grenar.
Sekatörer finns med en- och tvåhandsfattning.
Det finns även tryckluftsdrivna sekatörer som ofta används i kommersiella fruktodlingar.